# TMSB
TMSB (ros. ТМСБ) – radziecka przeciwgąsienicowa mina przeciwpancerna. Mina zbudowana zawiera niewielką ilość metalu (korpus jest tekturowy, płyta naciskowa szklana) i z tego powodu trudnowykrywalna przez wykrywacze saperskie. Wadą miny jest niewielki nacisk konieczny do spowodowania eksplozji (11,8 kg). Mina TMSB ma budowę zbliżoną do miny TMB-2.